# 德阿爾曼維爾 (阿拉巴馬州)
德阿爾曼維爾（英語：DeArmanville）是一個位於美國阿拉巴馬州卡爾霍恩縣的非建制地區。該地的面積和人口皆未知。

## 地理
德阿爾曼維爾的座標為33°37′35″N 85°45′05″W / 33.626389°N 85.751389°W，而該地最高點為海拔高度205米（即673英尺）。